# Satellitenbus

Bus und Nutzlastmodul eines Nachrichtensatelliten

Als Satellitenbus oder Satellitenplattform bezeichnet man das Grundgerüst mit Systemen wie Antrieb und Stromversorgung, das den Betrieb eines Satelliten oder einer Raumsonde ermöglicht. In den Bus wird die Nutzlast aus Geräten und Instrumenten eingebaut („integriert“), die für den speziellen Zweck des jeweiligen Raumfahrzeugs benötigt werden.
Einige Hersteller bieten fertig entwickelte und in Serie produzierte Satellitenbusse an, die mit verschiedenen Nutzlasten ausgestattet werden können. Das senkt Entwicklungskosten. Besonders häufig werden standardisierte Satellitenbusse für Kommunikationssatelliten eingesetzt, wohingegen Forschungssatelliten eher Spezialanfertigungen sind und der Satellitenbus in der Regel neu entwickelt wird.

## Aufbau
Ein Satellitenbus besteht zuerst aus der mechanischen Grundstruktur als Träger für die verschiedenen Subsysteme. Bei standardisierten Satellitenbussen bestimmt diese weitgehend die spätere Konfiguration des auf dem Bus aufbauenden Satelliten. Die Struktur nimmt die statischen und dynamischen Lasten bei Start und Betrieb des Satelliten auf und bestimmt auch maßgeblich das Schwingungs- und Resonanzverhalten des Satellitenbus und in groben Zügen dessen thermales Verhalten. In die Primärstruktur werden dann die Subsysteme integriert, wie Energieversorgung (Solarzellen, Akkumulatoren), das Temperaturkontrollsystem, das Antriebssystem für die Lage- und Positionsregelung (Bahnregelung), der Bordcomputer für Steuerungstechnik und Datenmanagement, sowie oft auch Kommunikationssysteme.

## Technische Daten verschiedener Plattformen (Auswahl)
Die bekanntesten Anbieter für standardisierte Satellitenplattformen sind Boeing, Space Systems/Loral, Thales Alenia Space und Airbus Defence and Space. Die Satellitenbusse unterscheiden sich neben ihrer Größe, ihrer Leistungsfähigkeit und dem Preis vor allem hinsichtlich ihrer Lebensdauer und ihrer Ausrichtungen auf spezielle Aufgaben.
| Anbieter                                                              | Bezeichnung                | Erster Einsatz          | Nutzlast                             | Gesamtmasse | Elektrische Leistung               | Einsatzorbit   | erwartete Lebensdauer | Bemerkungen |
| --------------------------------------------------------------------- | -------------------------- | ----------------------- | ------------------------------------ | ----------- | ---------------------------------- | -------------- | --------------------- | --- |
| Airbus Defence and Space (ehemals EADS Astrium & Matra Marconi)       | Eurostar 2000              | 1991 (Télécom 2A)       | 550 kg                               | ~ 3,5 t     | 4–7 kW                             | GEO            | 12 Jahre              | |
| Airbus Defence and Space (ehemals EADS Astrium & Matra Marconi)       | Eurostar 3000              | 2004 (Eutelsat W3A)     |                                      | 5,0–6,0 t   | 12 kW                              | GEO            | 15 Jahre              | optional elektrischer Antrieb |
| Airbus Defence and Space (ehemals EADS Astrium & Matra Marconi)       | Eurostar-Neo               | 2022 (Hotbird 13F)      |                                      | 4,5–5,0 t   | 7–25 kW                            | GEO            | 15 Jahre              | |
| Airbus Defence and Space (ehemals EADS Astrium & Matra Marconi)       | OneSat                     | 2023 (geplant)          |                                      | ~ 3 t       |                                    | GEO            | 15 Jahre              | |
| Boeing Satellite Systems (ehemals Hughes Space Systems)               | Boeing 376 (BSS oder HP)   | 1980 (SBS-1)            | etwa 24 Transponder                  | 1,0–1,75 t  | 0,8 kW 2,0 kW                      | GEO            | etwa 10 Jahre         | Diverse Solarzellentypen, spinstabilisiert                                                                                          |
| Boeing Satellite Systems (ehemals Hughes Space Systems)               | Boeing 601 (BSS oder HP)   | 1992 (Galaxy 7)         | bis 48 (LS) oder 60 (HP) Transponder | 2,5–4,5 t   | 4,8 kW 10 kW (HP)                  | GEO/MEO        | etwa 15 Jahre         | GaAs Solarzellen, optional Ionenantrieb                                                                                             |
| Boeing Satellite Systems (ehemals Hughes Space Systems)               | Boeing 702                 | 1999 (Galaxy 11)        |                                      | 4,5–6,5 t   | 7–18 kW                            | GEO            | etwa 15 Jahre         | GeAs Solarzellen, Ionenantrieb im GEO                                                                                               |
| CAST                                                                  | DFH-4                      | 2006 (Sinosat 2)        | max. 488 kg                          | 5,0–5,5 t   | 10,5 kW                            | GEO            | 15 Jahre              | |
| CAST                                                                  | DFH-5                      | 2017 (Shijian 18)       | max. 1800 kg                         | 6,5–9,0 t   | 30 kW                              | GEO            | 16 Jahre              | |
| ISRO                                                                  | I-1K                       | 2002 (Kalpana-1)        | 100 kg                               | 1,05–1,1 t  | 0,5 bis 1 kW                       | GEO            | 7–10 Jahre            | |
| ISRO                                                                  | I-2K                       | 1992 (Insat-2A)         | 160–200 kg                           | 2,0–2,3 t   | bis zu 3 kW                        | GEO            | 12–15 Jahre           | |
| ISRO                                                                  | I-3K                       | 2005 (Insat-4A)         | bis zu 400 kg                        | 3,0–3,4 t   | bis zu 6,5 kW                      | GEO            | 12–15 Jahre           | |
| ISS Reshetnev                                                         | Express-1000               | 2011 (Kosmos 2471)      |                                      | 0,75–1,6 t  |                                    | GEO            | 10–15 Jahre           | |
| ISS Reshetnev                                                         | Express-2000               | 2013 (Express AM5)      |                                      | ~ 3 t       |                                    | GEO            | 13–15 Jahre           | |
| Lockheed Martin (ehemals Martin Marietta)                             | Lockheed Martin 3000       | 1975 (Satcom 1)         |                                      | 0,6–1,6 t   |                                    | GEO            | 3–12 Jahre            | |
| Lockheed Martin (ehemals Martin Marietta)                             | Lockheed Martin 4000       | 1985 (Satcom K2)        |                                      | ~ 2 t       |                                    | GEO, GPS-Orbit | 10–13 Jahre           | |
| Lockheed Martin (ehemals Martin Marietta)                             | Lockheed Martin 7000       | 1993 (Telstar 401)      |                                      | ~ 3,3 t     |                                    | GEO            | 14–17 Jahre           | |
| Lockheed Martin (ehemals Martin Marietta)                             | Lockheed Martin A2100      | 1996 (GE-1)             |                                      | 2,5–6,5 t   | 1–15 kW                            | GEO            | 15 Jahre              | |
| Lockheed Martin (ehemals Martin Marietta)                             | Lockheed Martin LM-700     | 1997 (Iridium 04)       |                                      | 689 kg      | max. 2 kW                          | LEO            | 8 Jahre               | Iridium – Erste Generation (Seit 1998 im kommerziellen Betrieb). Insgesamt wurden 92 Stück gefertigt.                               |
| Lockheed Martin (ehemals Martin Marietta)                             | TIROS-N                    | 1978 (TIROS-N)          |                                      | 0,7–2,2 t   |                                    | SSO            | 2–5 Jahre             | Basis für 37 gestartete Wettersatelliten                                                                                            |
| SSL (ehemals Space Systems/Loral)                                     | SSL-1300                   | 1989 (Superbird A)      |                                      | 2,2–9,2 t   | 5–15 kW                            | GEO            | 15+ Jahre             | |
| SSL (ehemals Space Systems/Loral)                                     | LS-400                     | 1998 (Globalstar M001)  |                                      | 450 kg      | 1,1 kW                             | GEO            | 7,5 Jahre             | Globalstar – Erste Generation. Insgesamt wurden 72 Stück gefertigt.                                                                 |
| Mitsubishi Electric                                                   | DS-2000                    | 2006 (MTSat 2)          |                                      | 3,5–5,4 t   | bis zu 15 kW                       | GEO            | 15 Jahre              | |
| Northrop Grumman Space Systems (ehemals Orbital Sciences/Orbital ATK) | STAR-1                     | 1997 (Indostar 1)       |                                      | ~ 1,3 t     |                                    | GEO            | 10–15 Jahre           | |
| Northrop Grumman Space Systems (ehemals Orbital Sciences/Orbital ATK) | GEOStar-2 (ehemals STAR-2) | 2002 (N-Star c)         | 200–500 kg                           | 1,5–3,5 t   | 5 kW                               | GEO            | 10–15 Jahre           | |
| Northrop Grumman Space Systems (ehemals Orbital Sciences/Orbital ATK) | GEOStar-3 (ehemals STAR-3) | 2018 (Al Yah 3)         | 800 kg                               | 2,0–4,5 t   | 9 kW                               | GEO            | 15 Jahre              | |
| OHB                                                                   | SmallGEO                   | 2017 (Hispasat 36W-1)   | 300 kg                               | 3,0–3,5 t   | 3 kW                               | GEO            | 15 Jahre              | elektrischer Antrieb |
| RKK Energija                                                          | USP                        | 1999 (Jamal 101)        |                                      | 1,7 t       |                                    | GEO            | 15 Jahre              | |
| / Thales Alenia Space                                                 | ELiTeBus-1000              | 2010 (Globalstar M073)  |                                      | 700–860 kg  |                                    | LEO            | bis zu 15 Jahre       | 66 + 6 Satelliten in Serienfertigung für Iridium als Ersatz für die noch immer im Einsatz befindliche 1. Generation von Satelliten. |
| / Thales Alenia Space                                                 | Proteus                    | 2001 (Jason 1)          |                                      | 500 kg      | 0,5 kW                             | LEO            | 5 Jahre               | |
| / Thales Alenia Space                                                 | Space-Inspire              | 2025 (geplant)          |                                      |             |                                    | GEO            | 15+ Jahre             | ausschließlich elektrischer Antrieb                                                                                                 |
| / Thales Alenia Space                                                 | Spacebus 3000              | 1997 (Sirius 2)         |                                      | 2,5–5,3 t   |                                    | GEO            | 15 Jahre              | |
| / Thales Alenia Space                                                 | Spacebus 4000              | 2005 (AMC-12)           |                                      | 3,0–6,0 t   | bis 15,8 kW (bis 11,6 kW Nutzlast) | GEO            | 15 Jahre              | |
| / Thales Alenia Space                                                 | Spacebus-Neo               | 2020 (Eutelsat Konnect) | 1,4–2,0 t                            | 3,5–6,5 t   | bis zu 20 kW                       | GEO            | 15+ Jahre             | zwei Versionen; Spacebus-Neo 100 für kleinere und Spacebus-Neo 200 für größere Satelliten                                           |